# 阿格斯 (加利福尼亞州)
阿格斯（英語：Argus）是位於美國加利福尼亞州聖貝納迪諾縣的一個非建制地區。該地的面積和人口皆未知。

## 地理
阿格斯的座標為35°44′50″N 117°23′43″W / 35.74722°N 117.39528°W，而該地的平均海拔高度為503米（即1650英尺）。